# Frederikke Løvmand
Frederikke Elisabeth Løvmand (døbt 29. august 1801 i København – 27. februar 1885 sammesteds) var en dansk blomstermaler, søster til Albert og Christine Løvmand.
Hun var datter af krigsråd, senere etatsråd, sekretær under Generalkvartermesterstaben Johannes Løvmand (1770-1826) og Sara Christine født Lützow (1778-1853). Frederikke Løvmand, der i sire yngre år var blomstermaler som søsteren, udstillede på Charlottenborg 1827: En flaske med blomster og frugter på en draperet piedestal og 1832: Et stål-etui af Frederiksværks fabrik (ætset).
Hun døde ugift og er begravet på Assistens Kirkegård.